# Брусилов, Алексей Алексеевич (младший)
Алексе́й Алексе́евич Бруси́лов (младший) (20 июля (1 августа) 1887 — 1920) — офицер Лейб-гвардии Русской императорской армии, затем — командир полка РККА. Сын генерала Брусилова.

## Биография
Из потомственных дворян Санкт-Петербургской губернии, православного вероисповедания. Единственный сын генерала от кавалерии Алексея Алексеевича Брусилова (1853—1926) от первой жены, Анны Николаевны Гагемейстер (ум. 1908).
Воспитывался в Пажеском Его Императорского Величества корпусе, там же получил общее и военное образование.
На военной службе — с 01.09.1906 в чине камер-пажа. По окончании учёбы в Пажеском корпусе, в июне 1908 года был произведен в корнеты, с назначением на службу в Лейб-гвардии Конно-гренадерский полк, расквартированный в Старом Петергофе. Служил младшим офицером в 4-м эскадроне полка. В декабре 1912 года произведен в поручики гвардии.
С ноября 1912 года был прикомандирован к Офицерской кавалерийской школе для прохождения 2-х годичного курса. Учёбу с оценкой отлично завершил в июле 1914 года и был возвращён в свой полк.
Участник Первой мировой войны в составе лейб-гвардии Конно-гренадерского полка (2-я гвардейская кавалерийская дивизия).
С 02.05.1916 по 09.01.1917, оставаясь в списках своего полка, командовал пешим стрелковым эскадроном стрелкового дивизиона (затем стрелкового полка), сформированного в 1915 году в составе 2-й гвардейской кавалерийской дивизии.
С 10.01.1917 — командующий 2-м эскадроном Лейб-гвардии Конно-гренадерского полка.
За боевые отличия был награждён многими орденами. В мае 1916 года произведен в штабс-ротмистры гвардии, в июне 1917 — в ротмистры гвардии.  
2 июля 1917 года в церкви села Гребнево Богородского уезда Московской губернии венчался браком с Варварой Ивановной Котляревской, дочерью тайного советника.
В августе 1918 года был арестован ВЧК и полгода находился в тюрьме. С 1919 года — в Красной армии Советской России, командир кавалерийского полка.
В 1920 году погиб на фронте при невыясненных обстоятельствах. По одной версии — попал в плен к дроздовцам и был расстрелян, по другой — находясь в плену, поступил рядовым стрелком в ряды Вооружённых сил Юга России, заболел тифом и скончался в Ростове-на-Дону или был убит при эвакуации Новороссийска в марте 1920 года.

Отец страстно хотел облегчить совесть и увидеть своего сына, пропавшего в круговерти гражданской войны: 
Любил я его горячо, но отцом был весьма посредственным. Окунувшись с головой в интересы чисто служебные, я не сумел приблизить его к себе, не умел руководить им. Считаю, что это большой грех на моей душе. 

## Награды
ордена:
- Святого Станислава 3-й степени (08.08.1914; ВП от 01.09.1914), — …за отличное окончание в 1914 году курса Офицерской кавалерийской школы
- Святой Анны 3-й степени с мечами и бантом (ВП от 03.11.1914)
- Святой Анны 4-й степени с надписью «За храбрость» (ВП от 06.02.1915)
- Святого Станислава 2-й степени с мечами (ВП от 15.03.1915)
  - Мечи и бант к имеющемуся ордену Святого Станислава 3-й степени (утв. ВП от 24.03.1916)
- Святого Владимира 4-й степени с мечами и бантом (утв. ВП от 04.04.1916)
- Святой Анны 2-й степени с мечами (утв. ВП от 02.09.1916)

медали:
- «В память 100-летия Отечественной войны 1812 года» (1912)
- «В память 300-летия царствования Дома Романовых» (1913)